# 居斯巴赫河 (美因河支流)
49°58′32.15″N 10°51′23.41″E / 49.9755972°N 10.8565028°E

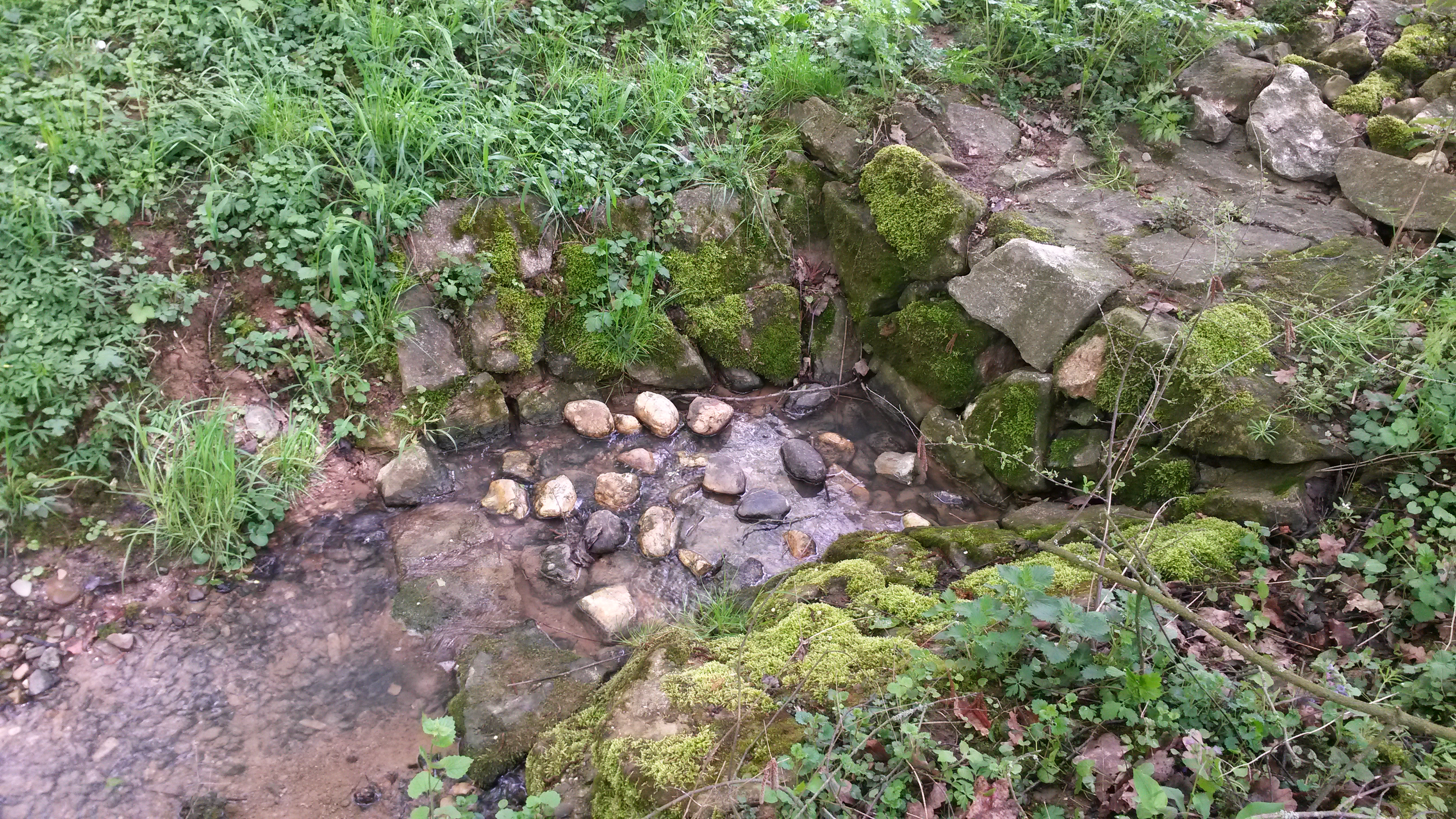

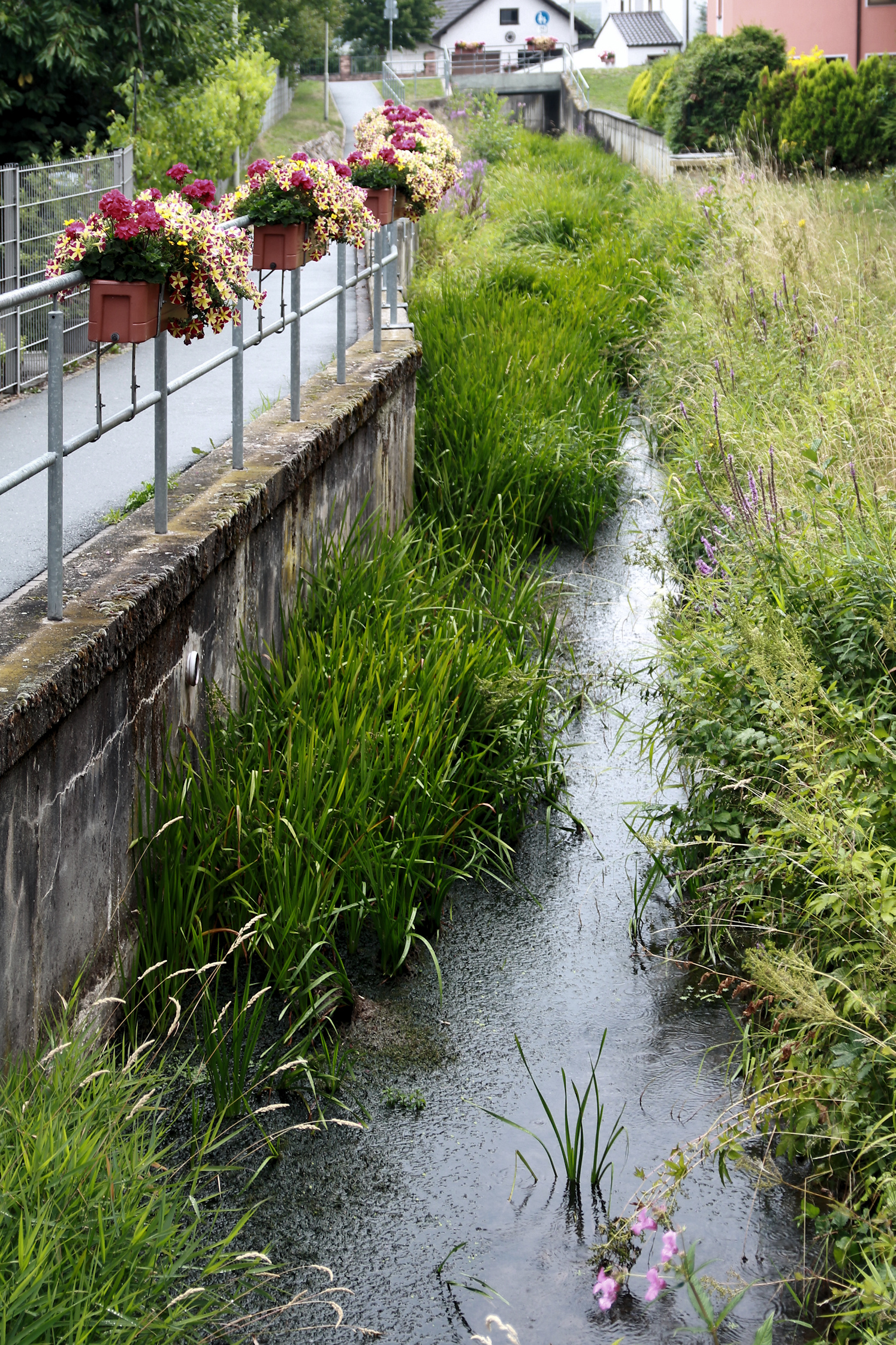

居斯巴赫河是德國的河流，位於該國東南部，由巴伐利亞負責管轄，屬於美因河的左支流，河道全長11公里，流域面積13.9平方公里。